# Be Yourself (песня Audioslave)
«Be Yourself» (с англ. — «Будь собой») — первый сингл группы Audioslave с альбома Out of Exile. Сингл был выпущен 2 февраля 2005 и возглавил чарт US Billboard Mainstream Rock Tracks на семь недель и чарт US Billboard Alternative Airplay на четыре недели в этом же году.
Песня «Be Yourself» регулярно использовалась в медийном пространстве. Она стала музыкальной темой WWE Diva Search 2005, проводимого World Wrestling Entertainment (WWE), и была использована в качестве мелодии объявления победительницы конкурса Эшли Массаро. WWE снова использовала композицию в качестве одной из тематических песен для Wrestlemania XXVI. Песня «Be Yourself» также использовалась в первом эпизоде шестого сезона сериала «Клиника», «My Mirror Image». Наряду с «Your Time Has Come», трек появился в документальном фильме Warren Miller's: Higher Ground.
Перед выпуском песни на пластинке, сайт Contactmusic.com провел конкурс, в котором поклонники группы могли присылать свои фотографии, более двадцати из которых были выбраны для попадания на обложку винилового издания сингла.

## Смысл песни
В интервью Launch Radio Networks фронтмен Крис Корнелл рассказал, что вдохновением для текста песни послужили события в его собственной жизни: "«Be Yourself» на самом деле возникла из множества вещей, через которые я прошёл в своей жизни, и множества различных изменений, и всех различных трагедий, и всех ужасно глупых ошибок, которые я совершил в своей личной жизни, и желания исправиться и не стыдиться этого, всё такое", — объяснил он. "Знаете, это те вещи, которые изменяются с возрастом в лучшую сторону, и эта песня как будто говорит об этом так просто, до такой степени, что 10 лет назад я бы постеснялся написать подобную песню, потому что это слишком просто."

## Видеоклип
Клип был снят в актовом зале старого отеля в центре Лос-Анджелеса под руководством известного клипмейкера Фрэнсиса Лоуренса, на момент съёмки уже имевшего опыт работы с такими исполнителями, как Aerosmith, Jay-Z, Джастин Тимберлейк, Green Day и Дженнифер Лопес. В этом же году Лоуренс дебютировал в качестве режиссера полнометражного фильма «Константин: Повелитель Тьмы».
Клип начинается с внешнего вида отеля Alexandria, основанного в 1906 году и находящегося на 501 South Spring St. в Лос-Анджелесе. Данный отель часто использовался в качестве локации для съёмок фильмов и клипов. Например, здание отеля являлось убежищем антагониста фильма «Se7en» режиссёра Дэвида Финчера.
В первом кадре клипа заметена табличка с названием улицы, а в левой части экрана частично видна вывеска заведения. В основном клип состоит из динамично сменяющихся крупных планов членов группы во время исполнения песни. Клип обладает схожими качествами с другим клипом группы на песню «Like a Stone» с предыдущего альбома, вышедшего 3 годами ранее. В обоих клипах протагонисты находятся в закрытом помещении, при съёмке обширно используются крупные планы исполнителей и делается акцент на гитарное соло Тома Морелло, присутствующее в обеих песнях. Цветовые палитры клипов полностью противоположны — в «Like a Stone» используются мрачные холодные оттенки, тогда как в «Be Yourself» преобладают тёплые.
В интервью фронтмен группы поделился, что за основу клипа была взята концепция документального фильма о группе The Beatles «Let It Be». "Идея действительно исходила из фильма «Let It Be», внешний вид кадров, на мой взгляд", — сказал он. "Если вы посмотрите «Let It Be», то в фильме группа выглядит как важное явление. Я просто хотел выглядеть важным, так же, как всё выглядело для меня, когда я был ребенком."
Клип был опубликован на официальном канале группы в YouTube 17 июня 2009 года и по состоянию на 9 июня 2024 года собрал около 250 миллионов просмотров.

## Список композиций

B-side винилового издания песни с подборкой фанатских изображений

### CD[9]
1. «Be Yourself» —  4:40
2. «Like A Stone» (Live)  —  4:24
3. «Show Me How to Live» (T-Ray Remix) —  4:50
4. "Be Yourself" (video) —  4:42

### CD Промо Сингл[10]
1. «Be Yourself» —  4:38

### Vinyl[4]
A-side. "Be Yourself" —  4:38
B-side. "Super Stupid" (Funkadelic cover) —  3:24

## Чарты
| Чарт (2005-2006)                       | Позиция на пике |
| -------------------------------------- | --------------- |
| Австралия (ARIA)                       | 34              |
| Австрия (Ö3 Austria Top 40)            | 73              |
| Канада (Radio & Records)               | 1               |
| Франция (SNEP)                         | 74              |
| Германия (Official German Charts)      | 87              |
| Ирландия (IRMA)                        | 48              |
| Италия (FIMI)                          | 40              |
| Нидерланды (Single Top 100)            | 91              |
| Новая Зеландия (Recorded Music NZ)     | 38              |
| Шотландия (OCC)                        | 34              |
| Швеция (Sverigetopplistan)             | 48              |
| UK Singles (OCC)                       | 40              |
| UK Rock & Metal (OCC)                  | 4               |
| US Billboard Hot 100                   | 32              |
| US Adult Alternative Songs (Billboard) | 9               |
| US Alternative Airplay (Billboard)     | 1               |
| US Mainstream Rock (Billboard)         | 1               |

## Сертификации
| Регион                                                                  | Сертификация | Продажи |
| ----------------------------------------------------------------------- | ------------ | ------- |
| Brazil (Pro-Música Brasil)                                              | Платиновая   | 60,000‡ |
| ‡ Показатели «продажи+воспроизведения» основаны только на сертификации. |              |         |